# George Allan England
George Allan England, né le 9 février 1877 à Fort McPherson (Nebraska) et mort le 26 juin 1936, est un écrivain américain de science-fiction et de fantasy de la première moitié du XXe siècle.

## Biographie
George Allan England est né à Fort McPherson dans le Nebraska. Il a étudié à l'université Harvard, obtenant un Bachelor of Arts puis un Master of Arts
Il se présente en 1912 à l'élection pour devenir gouverneur du Maine, au nom du Socialist Party of America ; il recueille 1,47% des suffrages.
England meurt dans un hôpital du New Hampshire en 1936.

## Publications

### Romans
- Série Darkness and Dawn
  - The Vacant World (1912)
  - Beyond the Great Oblivion (1913)
  - The Afterglow (1914)

- Romans indépendants
  - Beyond White Seas (1910)
  - The Elixir of Hate (1911)
  - The Empire in the Air (1914)
  - The Air Trust (1915)
  - The Fatal Gift (1915)
  - The Golden Blight (1916)
  - The Gift Supreme (1916)
  - Bill Jenkins, Buccaneer (1917)
  - Cursed (1919)
  - Keep Off the Grass (1919)
  - The Flying Legion (1920)
  - Adventure Isle (1926)
  - The Nebula of Death (2011, posthume)

### Nouvelles
- The Time Reflector (1905)
- The Lunar Advertising Co., Ltd. (1906)
- 'A Message from the Moon: The Story of a Great Coup (1907)
- The House of the Green Flame (1908)
- Africa (1908)
- My Time Annihilator (1909)
- Below the Cliff (1909)
- The House of Transmutation (1909)
- A Land Flowing with Milk and Honey (1910)
- He of the Glass Heart (1911)
- The Ribbon of Fate (1911)
- The Million-Dollar Patch (1912)
- The Crime Detector (1913)
- The Night Horror (1913)
- At the Edge of the World (1915)
- The Tenth Question (1915)
- The Plunge (1916)
- June 6, 2016 (1916)
- The Princess Kukupa (1916)
- Drops of Death (1922)
- Sauce (1922)
- The Thing from — "Outside" (1923)
- The Vacant World (chapitres I à XII) (2018, posthume)
- The Air Trust (chapter I - XV) (2020, posthume)

### Essais
- Foreword (The Air Trust) (1915)
- The Fantastic in Fiction (1923)
- Making It Ring True (1931)
- The Men Who Make the Argosy (1932)
- The Fantastic in Fiction (1936)